# RAAF Base Glenbrook

i7
i11
i13
Die RAAF Base Glenbrook (ICAO-Code: YGNB) ist eine Militärbasis der Royal Australian Air Force und diente dieser als Hauptquartier. Sie liegt in den Blue Mountains, etwa 60 km westlich von Sydney.
Die Basis besitzt nur ein Helipad und keine herkömmliche Landebahn. Die meisten der administrativen Gebäude befinden sich auf der Nahe gelegenen RAAF Base Richmond. Teile des 28 Hektar großen Geländes sind denkmalgeschützt, darunter die Offiziersmesse, die einst das Lapstone-Hotel war.
Im Zweiten Weltkrieg koordinierten die Männer der Basis die Lagerung von Senfgas im nahe gelegenen ungenutzten Eisenbahntunnel.
2009 kündigte der Verteidigungsminister John Faulkner an, dass die Basis 2015 geschlossen werden soll und ihre Aufgaben an die RAAF Base Amberley übertragen werden sollen.